# 徐如人
徐如人（1932年2月—），男，浙江上虞人，中国无机化学家，吉林大学教授，中国科学院院士，吉林省人大常委会原副主任。

## 生平
1952年毕业于交通大学化学系，至东北人民大学（现吉林大学）化学系任教。
1991年当选中国科学院化学学部学部委员。